# 孔廕
孔廕（1484年—？），字德貽，號一泉，南京應天衛旗籍直隸臨淮縣人，明朝政治人物。

## 生平
正德八年（1513年）癸酉科應天府鄉試第三十三名舉人。正德十二年（1517年）中式丁丑科會試第一百十二名，登第二甲第一百零一名進士。户部观政，授刑部主事，明年以就养，改南京户部，又明年坐事贬职潞州同知，居潞三年，升为荆门州知州，历官建昌府同知、平樂府知府，致仕。

## 家族
曾祖孔鑑；祖父孔清，字伯流，號素菴；父孔昇（1462年-1534年），字彦高，别號朴斋，母何氏，封宜人。重庆下。弟孔文。從弟庠、序、庭。